# سگ‌های پیر (فیلم)
سگ‌های پیر (به انگلیسی: Old Dogs) فیلمی است محصول سال ۲۰۰۹ به کارگردانی والت بکر. در این فیلم بازیگرانی همچون رابین ویلیامز، جان تراولتا، کلی پرستون و ست گرین، لوری لافلین و الکسا هیوینز ایفای نقش کرده‌اند.